# Knapp (Wisconsin)
Knapp ist eine Gemeinde (mit dem Status Village) im Dunn County im US-amerikanischen Bundesstaat Wisconsin. Bei der Volkszählung im Jahr 2010 hatte Knapp 463 Einwohner.

## Geografie
Knapp liegt im mittleren Nordwesten Wisconsins auf 44°57′19″ nördlicher Breite und 92°04′32″ westlicher Länge. Das Gemeindegebiet erstreckt sich über eine Fläche von 4,12 km². Die Gemeinde Knapp ist im Westen, Norden und Osten von der Town of Stanton sowie im Süden von der Town of Lucas umgeben, gehört aber keiner dieser Towns an.
Nachbarorte von Knapp sind Boyceville (12 km nordnordöstlich), Tainter Lake (25,5 km östlich), Menomonie (17,2 km südöstlich), Elmwood (23,7 km südsüdwestlich), Spring Valley (23,2 km südwestlich), Wilson (8,7 km westlich) und Downing (14 km nordnordwestlich).
Die nächstgelegenen größeren Städte sind Minnesotas Hauptstadt St. Paul (84,3 km westlich), Eau Claire (53,9 km ostsüdöstlich), La Crosse (182 km südöstlich) und Rochester in Minnesota (147 km südsüdwestlich).

## Verkehr
Der in West-Ost-Richtung verlaufende U.S. Highway 12 führt als Hauptstraße durch Knapp. Alle weiteren Straßen sind untergeordnete Landstraßen, teils unbefestigte Fahrwege sowie innerörtliche Verbindungsstraßen.
Für den Frachtverkehr verläuft neben dem US 12 eine Eisenbahnstrecke der Union Pacific Railroad durch das Gemeindegebiet von Knapp. 
Mit dem Menomonie Municipal Airport befindet sich 21,8 km südsüdöstlich ein kleiner Flugplatz. Der nächste Großflughafen ist der Minneapolis-Saint Paul International Airport (104 km westlich).

## Bevölkerung
Nach der Volkszählung im Jahr 2010 lebten in Knapp 463 Menschen in 214 Haushalten. Die Bevölkerungsdichte betrug 112,4 Einwohner pro Quadratkilometer. In den 214 Haushalten lebten statistisch je 2,16 Personen. 
Ethnisch betrachtet setzte sich die Bevölkerung zusammen aus 97,8 Prozent Weißen sowie 1,1 Prozent amerikanischen Ureinwohnern; 1,1 Prozent stammten von zwei oder mehr Ethnien ab. Unabhängig von der ethnischen Zugehörigkeit waren 0,2 Prozent (eine Person) der Bevölkerung spanischer oder lateinamerikanischer Abstammung. 
19,4 Prozent der Bevölkerung waren unter 18 Jahre alt, 57,9 Prozent waren zwischen 18 und 64 und 22,7 Prozent waren 65 Jahre oder älter. 47,7 Prozent der Bevölkerung war weiblich.
Das mittlere jährliche Einkommen eines Haushalts lag bei 30.000 USD. Das Pro-Kopf-Einkommen betrug 22.747 USD. 20,6 Prozent der Einwohner lebten unterhalb der Armutsgrenze.